# 1974 у хокеї з шайбою
Нижче наведені хокейні події 1974 року у всьому світі.

## Головні події
На чемпіонаті світу в Гельсінкі золоті нагороди здобула збірна СРСР.
У фіналі кубка Стенлі «Філадельфія Флаєрс» переміг «Бостон Брюїнс».
Відбулася суперсерія між збірними СРСР та Канади. До складу канадської команди входили лише гравці ВХА. У восьми матчах збірна Радянського Союзу здобула чотири перемоги та три матчі звела внічию (різниця закинутих та пропущених шайб — 32:27).
У другому сезоні Всесвітньої хокейної асоціації кубок АВКО здобув клуб «Х'юстон Аерос».
Грег Джолі був обраний на драфті НХЛ під 1-м загальним номером командою «Вашингтон Кепіталс».

## Національні чемпіони
- Австрія: «Клагенфурт»
- Болгарія: ЦСКА (Софія)
- Данія: «Гладсаксе»

- Італія: «Кортіна» (Кортіна-д'Ампеццо)
- Нідерланди: «Тілбург Трапперс»
- НДР: «Динамо» (Вайсвассер)
- Норвегія: «Хасле-Лорен» (Осло)
- Польща: «Подгале» (Новий Тарг)
- Румунія: «Стяуа» (Бухарест)
- СРСР: «Крила Рад» (Москва)
- Угорщина: «Ференцварош» (Будапешт)
- Фінляндія: ГІФК (Гельсінкі)
- Франція: «Сен-Жерве»
- ФРН: «СК Берлін»
- Чехословаччина: «Дукла» (Їглава)
- Швейцарія: «Берн»
- Швеція: «Лександ»
- Югославія: «Олімпія» (Любляна)

## Переможці міжнародних турнірів
- Кубок європейських чемпіонів: ЦСКА (Москва, СРСР)
- Кубок Шпенглера: «Слован» (Братислава, Чехословаччина)
- Кубок Ахерна: «Юргорден» (Стокгольм, Швеція)
- Кубок Татр: «Слован» (Братислава, Чехословаччина)
- Турнір газети «Советский спорт»: «Торпедо» (Горький), СКА (Ленінград), «Спартак» (Москва), «Крила Рад» (Москва)

## Народились
- 29 листопада — Павол Демітра, словацький хокеїст.